# Set cels

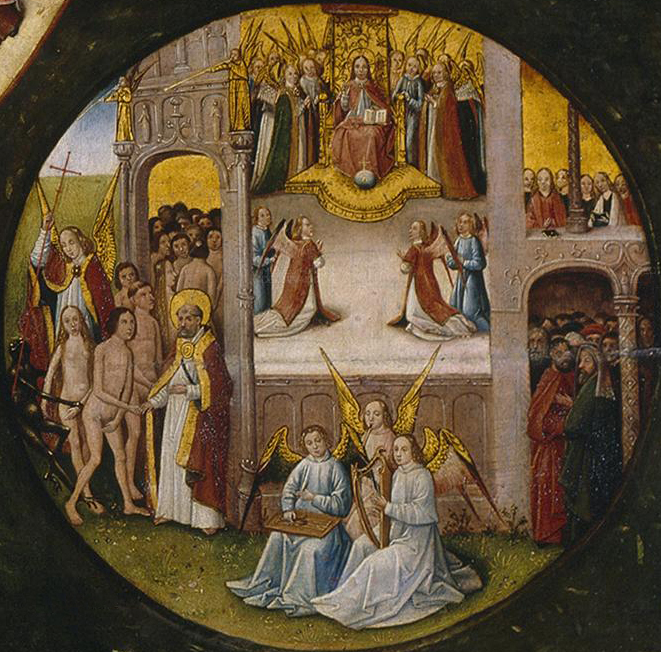
Paradís

En la cosmologia religiosa o mitològica, els set cels es refereixen a set nivells o divisions dels cels. El concepte, que també es troba a les antigues religions mesopotàmiques, es pot trobar en el judaisme, el cristianisme i l'islam ; un concepte similar també es troba en algunes altres religions com l'hinduisme. Algunes d'aquestes tradicions, inclòs el jainisme, també tenen un concepte de set terres o set infernals, tant amb els regnes metafísics de les deïtats com amb els cossos celestes observats com els planetes clàssics i les estrelles fixes. Els set cels corresponen a les set lluminàries / planetes clàssics coneguts a l'antiguitat. Els observadors antics es van adonar que aquests objectes celestials (la Lluna, Mercuri, Venus, el Sol, Mart, Júpiter i Saturn) es movien a diferents ritmes del cel, tant els uns dels altres com les estels fixes que hi ha més enllà. A diferència dels cometes, que van aparèixer al cel sense avís, es movien amb patrons regulars que es podien predir. També van observar que els objectes del cel influïen en els objectes de la terra com quan els moviments del sol afecten el comportament de les plantes o els moviments de la lluna afecten les marees oceàniques. Uns altres creuen que els set cels estan relacionats amb les set estrelles d'Orió, la Ossa Major, l'Ossa Menor i les Plèiades / set germanes d'acord amb l'antiga astrologia occidental.

## Religió mesopotàmica
El concepte de set cels desenvolupat a l'antiga Mesopotàmia simbolitzava conceptes tant físics com metafísics. En la llengua sumèria, les paraules per al cel (o cel) i la terra són An i Ki. Els antics mesopotàmics consideraven el cel com una sèrie de cúpules (generalment tres, però de vegades set) que cobreixen la terra plana. :180 Cada cúpula estava formada per un tipus diferent de pedra preciosa. :203 La cúpula més baixa del cel estava feta de jaspi i era la llar de les estrelles. La cúpula central del cel estava feta de pedra saggilmut i era la residència dels Igigi. La cúpula més alta i externa del cel estava feta de pedra luludānītu i es personificava com An, el déu del cel. Els cossos celestes també es van equiparar amb deïtats específiques.:203 Es creia que el planeta Venus era Inanna, la deessa de l'amor, del sexe i de la guerra. :108–109 :203 El sol era el seu germà Utu, el déu de la justícia, :203 i la lluna era el seu pare Nanna. :203 Els mortals ordinaris no podien anar al cel perquè només era la morada dels déus. En lloc d'això, després de morir una persona, la seva ànima va anar a Kur (més tard coneguda com Irkalla), un món submergit i fosc, situat a la profunditat de la superfície de la terra. Els encanteris sumeris de finals del segon mil·lenni aC fan referències a set cels i set terres. Un d'aquests encantaments és: "an-imin-bi ki-imin-bi" (els cels són set, les terres són set).
La comprensió que el cel pot influir en les coses de la terra va donar propietats celestes i màgiques al mateix número set, com en les històries de set dimonis, set esglésies, set esperits o set trons. El número set apareix amb freqüència en els rituals màgics babilonis. Els set cels jueus i els set islàmics poden haver tingut el seu origen en l'astronomia babilònica.
En general, el cel no és un lloc per als humans en la religió mesopotàmica. Com diu Gilgamesh al seu amic Enkidu, a l'Epopeia de Gilgamesh: "Qui pot pujar al cel, amic meu? Només els déus habiten amb Shamash per sempre ". Juntament amb la idea de set cels, la idea de tres cels també era comuna a l'antiga Mesopotàmia.

## Religions abrahàmiques

### Judaisme
1. Vilon (וילון), vegeu ( Isa:40:22-KJV)
2. Raki'a (רקיע), vegeu ( Gen:1:17-KJV)
3. Shehaqim (שחקים), vegeu ( Ps:78:23-KJV, Midr. Te. fins al Ps. xix. 7)
4. Zebul (זבול), vegeu ( Isa:63:15-KJV, 1 Kings:8:13-KJV)
5. Ma'on (מעון), vegeu ( Deut:26:15-KJV,  Ps:42:9-KJV)
6. Machon (מכון), vegeu (1 Kings:8:39-KJV,  Deut:28:12-KJV)
7. Araboth (ערבות), el setè cel on es troben l' ofanim, els serafins i el hayyoth i el tron de Déu .

La literatura jueva Merkavah i Hekhalot es va dedicar a discutir els detalls d'aquests cels, de vegades en relació amb tradicions relacionades amb Enoc, com el Tercer Llibre d'Enoc.

### Textos apòcrifs
El Segon Llibre d'Enoc, també escrit al segle I dC, descriu l'ascensió mística del patriarca Enoc a través d'una jerarquia de Deu Cel. Enoc passa pel jardí de l'Edèn al Tercer Cel en el seu camí per trobar-se cara a cara amb el Senyor al Desè (capítol 22). Al llarg del camí es troba amb poblacions d'àngels descrites vívidament que turmenten els delinqüents; veu cases, oli d'oliva i flors.
La descripció del llibre de deu cels representava una expansió de l'antic model dels set cels. Aquesta cosmologia expandida es va desenvolupar encara més al cristianisme medieval.

### Cristianisme

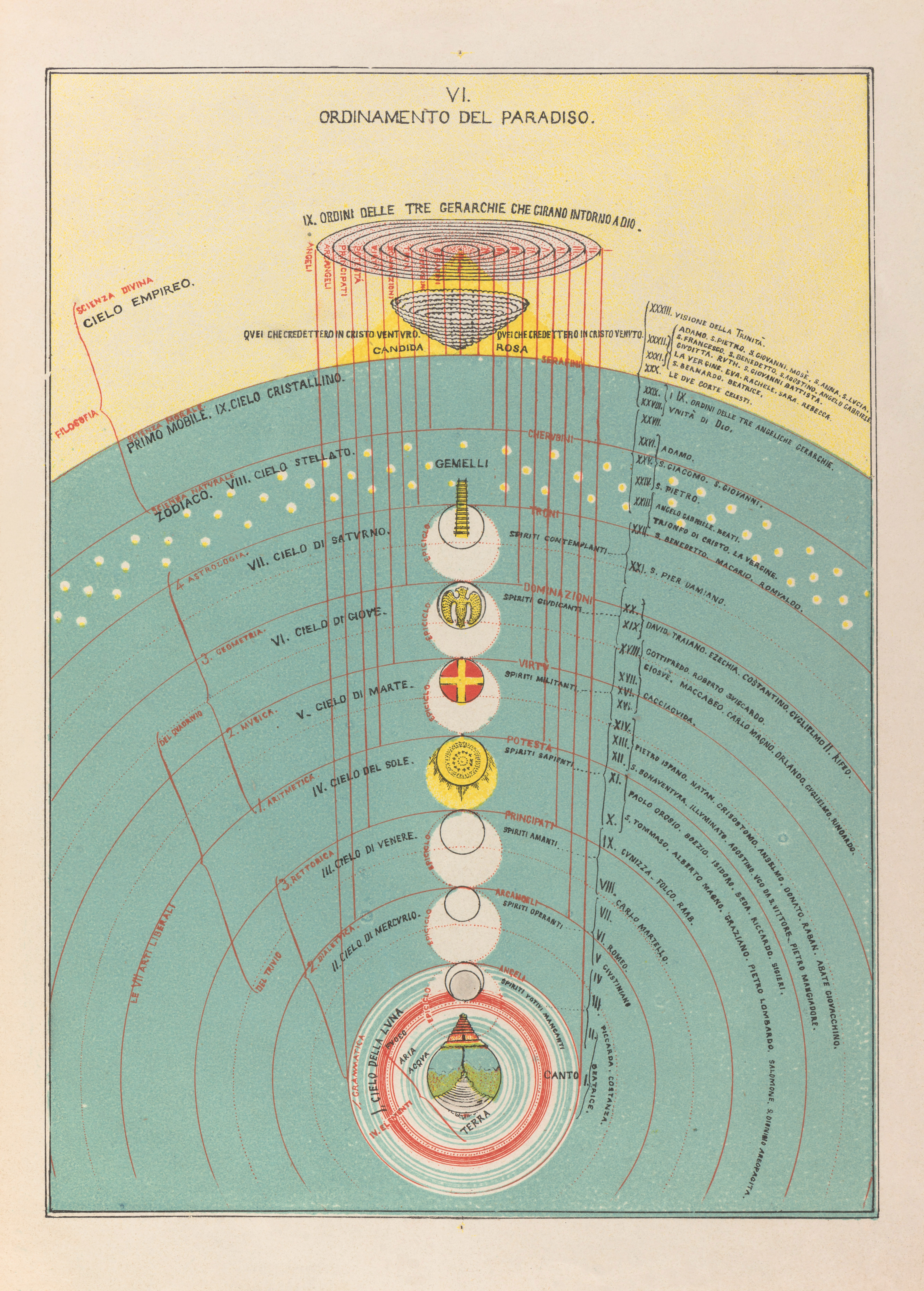
La materia della Divina commedia di Dante Alighieri, Làmina VI: "L'ordenació del paradís" de Miquel Àngel Caetani (1804–1882)

Al cànon cristià del Nou Testament apareix una referència explícita al Tercer Cel. Una epístola paulina, escrita a Macedònia cap al 55 dC, descriu aquesta experiència mística:
Conec una persona en Crist que fa catorze anys va ser atrapada fins al tercer cel, no sé en el cos o fora del cos; Déu sap. I sé que tal persona, ja sigui al cos o fora del cos, no ho sé; Déu ho sap: va quedar atrapat al paradís i va escoltar coses que no s'han d'explicar, que no es permet repetir cap mortal. - (2 Corintis 12.2-4 NRSV) 
La descripció sol ser presa com una referència obliqua per l'autor a si mateix. El fragment sembla reflectir les creences del primer segle entre els jueus i els cristians segons els quals el regne del Paradís existia en un cel diferent del cel més alt, una impressió que pot trobar suport en la redacció grega original (més propera a "atrapat" que "atrapat" ").
Al segle II, Ireneu també coneix set cels (vegeu la seva demostració de predicació apostòlica 9; cf. Contra les heretgies 1.5.2).
Al llarg de l'Edat Mitjana, els pensadors cristians van expandir l'antic model mesopotàmic dels set cels a un sistema de deu cels. Aquesta cosmologia, ensenyada a les primeres universitats europees pels escolàstics, va assolir la seva màxima expressió literària a La divina comèdia de Dante Aligheri.

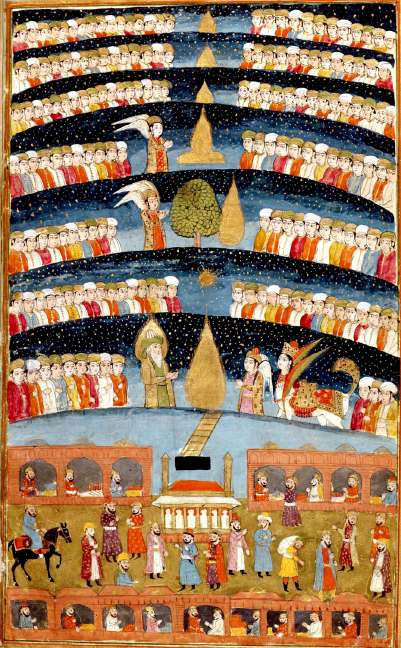
Una miniatura persa que representa els set cels de la història de Mahoma, Biblioteca Nacional de França, París.

L'Alcorà i el Hadith esmenten freqüentment l'existència de set samāwāt (سماوات), el plural de samāʾ (سماء), que significa 'cel, cel, esfera celeste', i relacionat amb l'hebreu shamāyim (שמים). Alguns dels versos de l'Alcorà que mencionen el samaawat són Q41: 12, Q65: 12 i Q71: 15.
Hi ha dues interpretacions sobre l'ús del número "set". Un punt de vista és que el número "set" aquí significa simplement "molts" i no s'ha de prendre literalment (el nombre s'utilitza sovint per implicar-ho en llengua àrab). Però molts altres comentaristes fan servir el número literalment.
Una interpretació moderna del "cel" és que totes les estrelles i galàxies (inclosa la Via Làctia) formen part del "primer cel" i "més enllà d'això hi ha sis mons encara més grans", que encara no han estat descoberts pels científics.
En altres fonts, el concepte es presenta en termes metafòrics. Cadascun dels set cels es representa com compost per un material diferent i els profetes islàmics hi resideixen.
- El primer cel es descriu com a fet d'aigua i és la llar d' Adam i Eva, així com dels àngels de cada estrella. Segons algunes narracions, Mahoma es va trobar amb l'àngel Habib aquí.[23]
- El segon cel es descriu com a fet de perles blanques i és la casa de Yahya (Joan Baptista) i Isa (Jesús).
- El tercer cel es descriu com a fet de ferro (alternativament perles o altres pedres enlluernadores); Josep i l'àngel de la mort (anomenat Azrael) hi són residents.[24]
- El quart cel es descriu com que era de llautó (alternativament or blanc); Idris (convencionalment identificat amb Enoc) i l '" Àngel de les Llàgrimes " hi resideixen.
- El cinquè cel es descriu com a fet de plata; Aaron té la cort sobre aquest cel. De vegades, el guardià dels focs infernals està assignat a aquest lloc.
- El sisè cel es descriu com compost per or (alternativament granats i robins); Moisès es pot trobar aquí.[25]
- El setè cel, que pren alguns conceptes del seu homòleg jueu, es representa com compost per una llum divina incomprensible per a l'home mortal (alternativament maragda). Abraham hi és resident i Sidrat al-Muntaha, un gran enigmàtic arbre de Lot, marca el final del setè cel i la màxima extremitat per a totes les criatures i coneixements celestials de Déu.

## Hinduisme
Segons alguns Puranas, el Brahmanda es divideix en catorze mons. Set són mons superiors, Bhuloka (la Terra), Bhuvarloka, Svarloka, Maharloka, Janarloka, Tapoloka i Satyaloka, i set són mons inferiors, Atala, VITALA, Sutala, Talatala, mahatala, Rasātala i Patala.

## Móns inferiors de set nivells

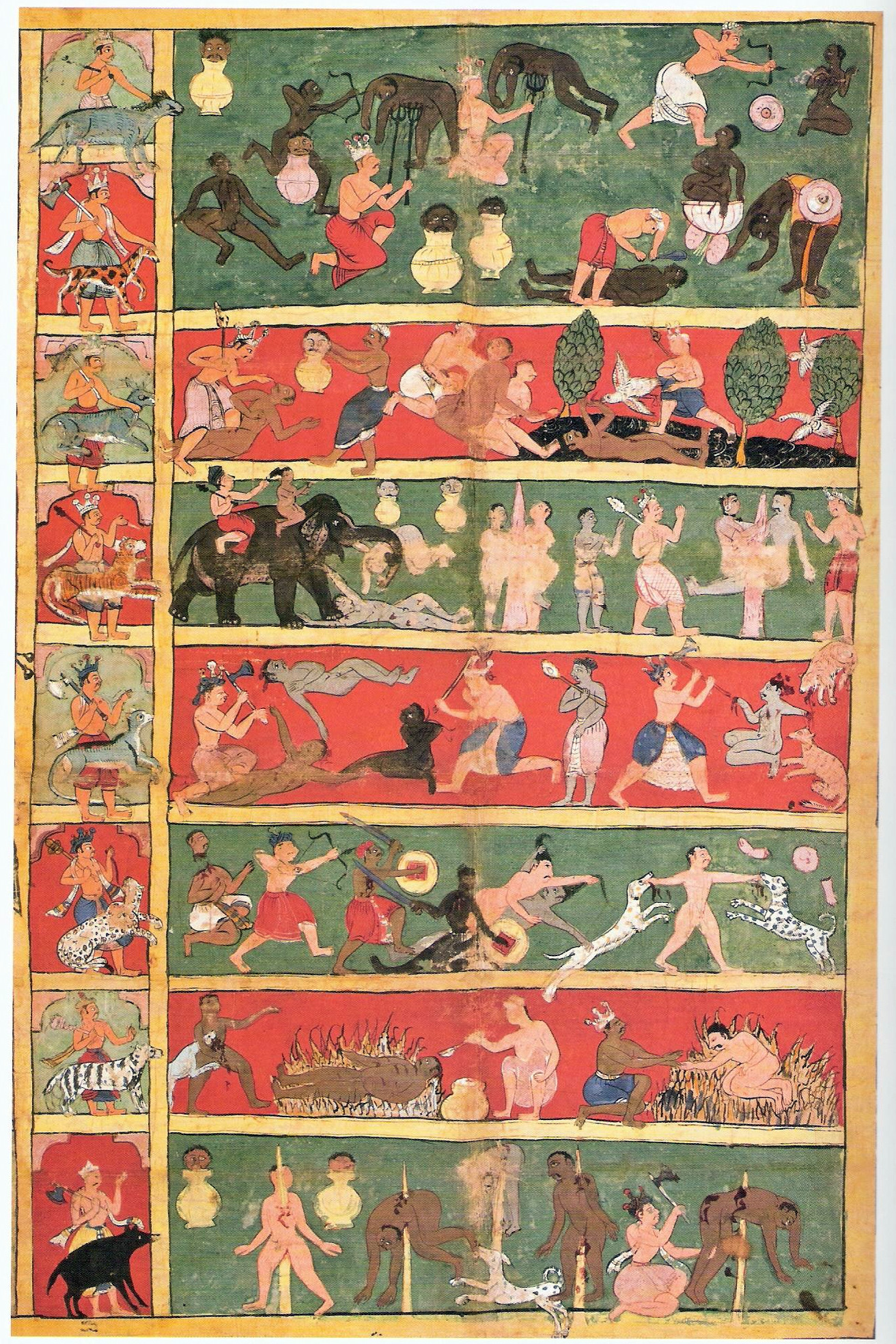
Una pintura de tela que representa set nivells de l'infern jainista. El panell esquerre representa el semidéu i el seu vehicle animal que presideix cada infern.

- Segons la cosmologia jainista, hi ha set nivells de Naraka o infern. Aquests es divideixen a més en 8.400.000 altres llocs infernals.[27]
- Inanna va visitar el món subterrani sumeri de set portes.